# 沈铭权
沈铭权（1970年12月—），男，浙江德清人，中共党员，中华人民共和国政治人物。现任中共台州市委书记。

## 简历
沈铭权曾任中共安吉县委常委、组织部长；中共湖州市委宣传部副部长、市文明办主任；湖州广播电视总台台长、党委书记；中共安吉县委副书记、县长等职务。2016年，升任中共安吉县委书记，并于翌年当选为中共十九大代表；2019年，以中共湖州市委常委一职务继续兼任中共安吉县委书记，期间，因政绩突出于2021年6月29日获中共中央组织部表彰为“全国优秀县委书记”。
2021年11月，沈铭权赴浙江省会杭州履新，出任该省广播电视局局长、党组书记。翌年6月，转任浙江省民政厅党组书记、厅长。
2023年5月，转任中共台州市委副书记、市人民政府市长。
2025年1月，任台州市委书记。